# زوفیا دومالیک
زوفیا دومالیک (لهستانی: Zofia Domalik؛ زادهٔ ۱۰ اکتبر ۱۹۹۵) بازیگر اهل لهستان است. وی دانش‌آموختهٔ آکادمی ملی هنرهای نمایشی الکساندر زلوروویچ در ورشو است.
از فیلم‌ها یا مجموعه‌های تلویزیونی که وی در آن‌ها نقش داشته‌است، می‌توان به ورشو ۴۴، دوستان، یخ‌ژاله، پدر متیو، دختران جنگ، تشخیص، قانون حقیقی، عشق اول، دوران افتخار و خانه کشیش اشاره نمود.